# Peter Greene
Peter Greene (născut Peter Green; n. 8 octombrie 1965, Montclair, New Jersey, SUA) este un actor american.
Cunoscut actor de personaj, acesta a interpretat cu precădere răufăcători. A ajuns celebru pentru rolul lui Dorian Tyrell din filmul Masca (1994) și cel al lui Zed, un agent de pază⁠(d) sadic, din Pulp Fiction.

## Biografie
Originar din Montclair, New Jersey, Green a devenit interesat de actorie în jurul vârstei de 25 de ani. La începutul anilor 1990, acesta a obținut câteva roluri de film și în seriale de televiziune.

## Cariera
Greene a avut roluri în Pulp Fiction, Masca, Clean, Shaven⁠(d) și Suspecți de serviciu⁠(d) în 1994 și 1995. În Pulp Fiction, Greene l-a interpretat pe Zed, agentul de securitate care îl agresează sexual pe Marsellus Wallace, iar în Masca a fost răufăcătorul Dorian Tyrell. Greene l-a interpretat pe schizofrenicul Peter Winter în Clean, Shaven. Greene a obținut cu precădere rolul unor personaje antagoniste - Noaptea judecății⁠(d), Sechestrați în tren⁠(d),  Zi de instrucție (agent antidrog corupt) și Fist of the Warrior⁠(d) (în opoziție cu Ho-Sung Pak⁠(d), Roger Guenveur Smith⁠(d) și Sherilyn Fenn).
Greene a lucrat cu regizorul Jordan Alan⁠(d) de două ori: prima dată pentru filmul Kiss and Tell și din nou patru ani mai târziu în The Gentleman Bandit (aka Gentleman B). După ce Greene a fost arestat în 1998 din cauza unor probleme cu drogurile, Alan l-a trimis la dezintoxicare. În cele din urmă, regizorul l-a surprins pe Green consumând heroină alături de Mike Starr⁠(d), basistul formației Alice in Chains, și a fost obligat să înlocuiască vocea lui Green, deoarece a fost afectată de consumul de droguri. În ciuda acestor probleme, Alan l-a propus pe Greene producătorului Tobe Jaffe pentru filmul Detectiv fără voie⁠(d).
Greene a continuat să lucreze în industria cinematografică. A apărut în drama de televiziune The Black Donnellys⁠(d). De asemenea, a apărut în rolul unui polițist în videoclipul muzical „A,B,C’s” al rapperilor Prodigy⁠(d) și Mobb Deep, și în videoclipul muzical „Fed Up” al formației House of Pain. Greene a apărut în scena de deschidere a serialului FX Lege și dreptate, fiind caracterizat de criticul Scott Tobias din The A.V. Club⁠(d) drept o „dublură violentă a lui Peter Weller”. A apărut în două filme regizate de Eric Brian Hughes⁠(d): Turnabout și Exit 0. Acesta apare în serialul The Jersey Connection al regizorului Tim Firtion. Greene a fost prezent în serialul TV din 2020 For Life într-un rol minor.

## Viața personală
Greene s-a luptat cu dependența de heroină și cocaină în anii 1990. În 2007, Greene a fost arestat pentru deținere de cocaină.

## Filmografie
- Laws of Gravity (1992) - Jimmy
- Clean,     Shaven (1993) - Peter Winter
- Judgment Night (1993) - Sykes
- Pulp     Fiction (1994) - Zed
- The Mask (1994) - Dorian Tyrell
- The Usual Suspects (1995) -     Redfoot, The Fence (necreditat)
- Under Siege 2: Dark Territory (1995)     - Mercenary #1
- Bang (1995)     - Adam
- Lowball (1996)     - John
- Coyote     Run (1996) - Clifton Santier / Bosco
- The Rich Man's Wife (1996) - Cole     Wilson
- Snakeland (1996,     Short) - Johnny
- Do Me a Favor (1997) - Teddy
- Double     Tap (1997) - Nash
- Kiss     & Tell (1997) - Detective John Finnigan
- Black     Cat Run (1998) - D.J. Wheeler
- Permanent Midnight (1998) - Gus
- Out     in Fifty (1999) - Tony Grayson
- Blue Streak (1999) - Deacon
- The     Boss (1999)
- Shadow     Hours (2000) - Detective Steve Andrianson
- Nobody's Baby (2001) - Vern
- Ticker (2001) - Detective Artie     Pluchinsky
- Training     Day (2001) - Detective Jeff (necreditat)
- Scenes of the Crime (2001) - Rick
- Dead     Dogs Lie (2001) - Marcus Devlin
- Under     the Influence (2002) - Stephen Tally
- Gentleman     B. (2002) - Manny Breen
- Black Cloud (2004) - Norm Olsen
- From     the Day In (2005) - Chat
- Confession (2005)     – Detectivul William Fletcher
- H. G. Wells' War     of the Worlds (2005) - Matt Herbert
- Brothers in     Arms (2005) a Bert
- End Game (2006) - Jack Baldwin
- The     Black Donnellys (2007, TV Series) - Dokey Farrell
- Love     Hollywood Style (2006) - Theodor Caruso
- Fist of the Warrior (2007) - John     Lowe
- I'm     Calling Frank (2007) - Bobby
- Final     Engagement (2007) - Priest
- Bloom (2007,     Short) - Jim
- Clown (2008,     Short) - Clown
- Blue     Knight (2009, Short) - Sergentul Donato
- Life on Mars (2009,     U.S. TV series) - Jimmy McManus
- Forget Me Not (2009, Short)     - Boyfriend
- Dead     Metropolis (2009) - Dr. Frost
- Caller     ID (2010) - Admissions Counselor
- Earthling (2010) - Swinnert
- Justified (2010, serial) - Thom-     Buckley
- The Bounty Hunter (2010)     - Earl Mahler
- Once     Fallen (2010) - 'Sonny' Coogan
- Once     More (2010, Short) - Jack
- Keep     Your Enemies Closer (2011, serial) - Alex Decker
- The     Grasslands (2011) - Baby John
- Shanghai     Hotel (2011) - Mr. Capuzzi
- Hawaii Five-0 (2012, serial)     - Rick Peterson
- Brutal (2012)     - Carlo Morello
- The Child [de] (2012) - Detective Engler
- Sweet     Lorraine (2015) - Marcus
- New York New York (2016)
- Turnabout (2016)     - Leo
- Caller ID: Entity (2017)
- Sets (2018) - Peter     Greene
- Exit 0 (2018) - Scriitorul
- City     of Lies (2018) - Commander F-ulo
- The     Jersey Connection (2018, serial) - Jordan Blaine[9]
- Samir (2019)     - Valentine
- Let’s     Get Lost (2020) - Ray
- Tesla (2020) - Nichols
- For Life (TV Series 2020) - Wild     Bill 'Wild Bill' Miller
- Body     Brokers (2021) - Dr. Riner
- Dead Body Found... (2022)     - Sergeant Crosby
- R.A.     the Rugged Man: Dragon Fire (2022) - the Big Boss[10]